# Monotropus camusi
Monotropus camusi är en skalbaggsart som beskrevs av Franz Antoine 1960. Monotropus camusi ingår i släktet Monotropus och familjen Melolonthidae. Inga underarter finns listade i Catalogue of Life.